# 22278 Protitch
A 22278 Protitch (ideiglenes jelöléssel 1983 RT3) a Naprendszer kisbolygóövében található aszteroida. Henri Debehogne fedezte fel 1983. szeptember 2-án.
Nevét Milorad B. Protić (1910 – 2001) szerb csillagászról kapta.